# Kira Kimura
Kira Kimura (japanisch 木村 葵来 Kimura Kira; * 30. Juni 2004 in Okayama, Okayama) ist ein japanischer Snowboarder. Er startet in den Disziplinen Slopestyle und Big Air.

## Werdegang
Kimura wurde bei den Juniorenweltmeisterschaften 2022 in Leysin Sechster im Slopestyle und startete im Januar 2023 am Kreischberg erstmals im Snowboard-Weltcup, wobei er den dritten Platz im Big Air errang. Zudem gewann er in der Saison 2022/23 mit dem Plätzen drei und eins die Big-Air-Wertung im Europacup sowie einen ersten Platz im Slopestyle die Slopestyle-Wertung beim Asian Cup. Nach Platz zwei im Slopestyle beim Australian New Zealand Cup in Cardrona zu Beginn der Saison 2023/24, sprang er im Weltcup viermal unter den ersten zehn. Dabei kam er im Big Air mit dem dritten Platz in Peking sowie dem zweiten Rang in Chur erneut aufs Podest und gewann damit den Big-Air-Weltcup. Zudem wurde er im Park & Pipe-Weltcup Sechster und Anfang März 2024 japanischer Meister im Slopestyle.

## Weltcup-Gesamtplatzierungen
| Saison  | Park & Pipe | Park & Pipe | Slopestyle | Slopestyle | Big Air | Big Air |
| Saison  | Punkte      | Platz       | Punkte     | Platz      | Punkte  | Platz   |
| ------- | ----------- | ----------- | ---------- | ---------- | ------- | ------- |
| 2022/23 | 60          | 51.         | -          | -          | 60      | 19.     |
| 2023/24 | 232         | 6.          | 36         | 23.        | 196     | 1.      |
| 2024/25 | 161         | 22.         | 72         | 14.        | 89      | 13.     |